# Die Sünden des Vaters
Die Sünden des Vaters (Originaltitel: Sins of The Father) ist die 17. Folge der dritten Staffel der US-amerikanischen Science-Fiction-Fernsehserie Raumschiff Enterprise – Das nächste Jahrhundert. Sie wurde in den Vereinigten Staaten über Syndication vermarktet und erstmals am 19. März 1990 auf verschiedenen Fernsehsendern ausgestrahlt. In Deutschland war sie zum ersten Mal am 13. November 1992 in einer synchronisierten Fassung im ZDF zu sehen.

## Handlung
Im Jahr 2366 bei Sternzeit 43685.2 kommt der Klingone Kurn auf die Enterprise. Im Rahmen eines Austauschprogramms soll er hier vorübergehend den Posten des ersten Offiziers übernehmen. Er pflegt einen für die Besatzung ungewohnt harten Kommandostil. Lediglich Worf, den einzigen anderen Klingonen an Bord, behandelt er mit ausgesprochener Höflichkeit und Zurückhaltung. Doch gerade dadurch fühlt sich Worf von ihm gedemütigt. Als Worf Kurn zur Rede stellen will, erklärt der, dass er testen wollte, ob Worf noch ein wahrer Klingone sei oder der lange Aufenthalt unter Menschen ihn verweichlicht habe. Erst nach einem Wutausbruch Worfs ist er zufrieden und offenbart, dass er sein jüngerer Bruder ist. Worf war 2346 im Alter von fünf Jahren mit seinen Eltern auf den klingonischen Außenposten Khitomer gereist. Dieser wurde von den Romulanern angegriffen und fast alle Bewohner wurden getötet, darunter auch Worfs Eltern. Er wurde von einem Offizier der Sternenflotte gerettet, dem irrtümlich mitgeteilt wurde, dass Worf keine lebenden Verwandten mehr habe. Kurn war jedoch nicht auf Khitomer gestorben, sondern war auf der Heimatwelt bei einem Freund seines Vaters Mogh zurückgelassen worden, da er noch zu jung für die Reise war. Dieser Freund adoptierte ihn und Kurn erfuhr erst Jahre später von seiner wahren Herkunft. Jetzt musste er jedoch Worf aufsuchen, denn der Hohe Rat der Klingonen hat beschlossen, den Fall neu aufzurollen und Mogh offiziell zum Verräter zu erklären, der den Romulanern Informationen zu den Verteidigungssystemen von Khitomer übergeben hat. Kurn will, dass Worf die Familienehre rettet und den Beschluss anfechtet.
Worf wendet sich an Captain Picard und der lässt umgehend einen Kurs auf die klingonische Heimatwelt setzen. Picard versichert Worf seines Beistands, denn der geht ein hohes Risiko ein: In der klingonischen Kultur trägt die gesamte Familie die Verantwortung für die Taten eines Mitglieds. Worf droht daher die Hinrichtung, falls sein Vater für schuldig befunden wird. Worf bittet Kurn, sein „cha'DIch“ (eine Art Sekundant) zu werden, verlangt aber von ihm, sich nicht als sein Bruder zu erkennen zu geben.
Als die Enterprise die klingonische Heimatwelt erreicht, begeben sich Worf, Kurn und Picard in die Halle des Hohen Rates. Dort treffen sie auf den klingonischen Kanzler K’mpec sowie auf den Ankläger Duras, dessen Vater Ja’rod einst der größte Rivale von Mogh war und ebenfalls auf Khitomer starb. Als Beweis für den Verrat legt Duras die Übermittlung von Zugangscodes vor, die von Khitomer an ein romulanisches Schiff übertragen wurden. Während einer Pause legt K’mpec Worf in einem vertraulichen Gespräch nahe, seine Anfechtung zurückzuziehen. Worf will jedoch die Ehre seines Vaters unbedingt wiederherstellen und ist entsetzt über K’mpecs Vorschlag. Zugleich wird Kurn von Duras zu einem Treffen gebeten. Duras ist seine wahre Herkunft bekannt, doch er bietet Kurn an, sein Leben zu verschonen, wenn er sich gegen Worf stellt. Als er sich weigert, gehen zwei Attentäter auf ihn los und verletzen ihn schwer. Kurn wird auf die Enterprise gebracht und medizinisch versorgt. Picard nimmt nun die Rolle des cha'DIch ein.
Inzwischen stellen der zweite Offizier Data und Chefingenieur La Forge eigene Ermittlungen zum Angriff auf Khitomer an. Sie finden heraus, dass die Anklage gegen Mogh erst jetzt erfolgte, da die Klingonen erst vor kurzem ein romulanisches Schiff aufgebracht haben, dessen Datenbank Informationen über den Angriff enthielt. Sie gleichen diese mit den Logbüchern des Sternenflotten-Raumschiffs USS Intrepid ab, das sich damals in der Nähe von Khitomer aufhielt. Data und La Forge stellen fest, dass es Abweichungen gibt. Die Aufzeichnungen, die den Klingonen vorliegen, wurden offenbar manipuliert. Sie finden außerdem heraus, dass es noch eine weitere Überlebende gab: Worfs Amme Kahlest. Picard sucht Kahlest umgehend auf, um sie zu einer Aussage zu bewegen. Sie zeigt daran aber kein Interesse und will die Vergangenheit ruhen lassen. Erst als Picard von Duras’ Attentätern angegriffen wird, überlegt sie es sich anders. Picard kann einen von ihnen ausschalten und von seinem Mut beeindruckt tötet Kahlest den zweiten und begleitet Picard zur Halle des Hohen Rats.
K’mpec ist peinlich berührt, als er Kahlest erblickt. Sofort bittet er sie, Worf, Picard und Duras zu einer vertraulichen Unterredung. Entgegen den Gepflogenheiten will er Kahlests Aussage nicht zulassen. Er muss zugeben, dass die Anklage von Anfang an ein abgekartetes Spiel war. Durch die Aufbringung des romulanischen Schiffs war allgemein bekannt geworden, dass Khitomer verraten worden war. Es blieb aber zunächst unklar, wer dafür verantwortlich war. Nur innerhalb des Hohen Rates war bekannt, dass Duras’ Vater Ja’rod der wahre Verräter war. Leider ist Duras’ Familie zu mächtig und eine Offenlegung der Wahrheit hätte wahrscheinlich zu einem Bürgerkrieg geführt. Deshalb entschloss man sich, Mogh zum Sündenbock zu machen. Nach reiflicher Überlegung entscheidet Worf, dass es nur eine Möglichkeit gibt, das Leben seines Bruders zu retten und das Klingonische Reich vor einem Krieg zu bewahren: Er muss die vermeintliche Schuld seines Vaters öffentlich eingestehen und dafür seine persönliche Entehrung akzeptieren. K’mpec hält das für eine elegante Lösung und ist einverstanden. Duras bekommt von Worf einen Schlag versetzt, um ihn wissen zu lassen, dass er nicht vergessen wird, wer hier wirklich der Sohn eines Verräters ist.

## Verbindungen zu anderen Star-Trek-Produktionen
Die Sünden des Vaters greift einige Aspekte aus früheren Folgen der Serie wieder auf:
- Der Tod von Worfs Eltern auf Khitomer wurde in Folge 1.20 (Worfs Brüder) erstmals erwähnt. Die Hintergrundgeschichte hierzu wird in Die Sünden des Vaters ausgebaut.
- Kurn kommt im Rahmen eines Austauschprogramms für Offiziere auf die Enterprise. Dieses spielte erstmals in Folge 2.08 (Der Austauschoffizier) eine Rolle.

Einige Elemente aus dieser Folge wurden in späteren Star-Trek-Produktionen wieder aufgegriffen:
- Obwohl die Klingonen bereits seit der ersten Staffel der Originalserie Raumschiff Enterprise zahlreiche Auftritte in den verschiedenen Star-Trek-Produktionen hatten, ist ihr Heimatplanet erst in Die Sünden des Vaters zum ersten Mal zu sehen. Er bleibt hier aber nach wie vor namenlos. Erst im Spielfilm Star Trek VI: Das unentdeckte Land von 1991 wurde der Name „Qo’noS“ (gesprochen: „Kronos“) etabliert. Weitere Besuche der klingonischen Heimatwelt gibt es in späteren Folgen von Raumschiff Enterprise – Das nächste Jahrhundert sowie von Star Trek: Deep Space Nine, Star Trek: Enterprise und Star Trek: Discovery.
- Die Figuren Kurn, Duras und K’mpec treten in späteren Folgen wieder auf.
- Das Machtstreben von Duras und seiner Familie und sein heimliches Bündnis mit den Romulanern sind zentrale Themen in Folge 4.07 (Tödliche Nachfolge) und in der Doppelfolge 4.26/5.01 (Der Kampf um das klingonische Reich) von Raumschiff Enterprise – Das nächste Jahrhundert aus den Jahren 1990 und 1991. In letzterer werden auch seine Schwestern Lursa und B’Etor sowie sein Sohn Toral eingeführt.
- In Folge 3.03 (Das Haus des Quark) von Star Trek: Deep Space Nine aus dem Jahr 1994 sind einige Szenen in der Halle des Hohen Rates dem Vorbild aus Die Sünden des Vaters in beinahe parodistischer Weise nachempfunden.
- In Folge 1.01 (Gedenken) von Star Trek: Picard aus dem Jahr 2020 ist ein Standbild aus Die Sünden des Vaters zu sehen.
- In der 2020 gestarteten animierten Serie Star Trek: Lower Decks gibt es in mehreren Folgen Anspielungen auf das Amt des cha'DIch.

## Produktion

### Drehbuch
Der Titel der Folge geht zurück auf einen Ausspruch von Lanzelot aus William Shakespeares Theaterstück Der Kaufmann von Venedig:

„Yes, truly; for, look you, the sins of the father are to be laid upon the children“

„Ja, wahrhaftig! Denn seht Ihr, die Sünden der Väter sollen an den Kindern heimgesucht werden“

Die Folge basiert auf zwei unterschiedlichen Entwürfen: einer Geschichte von Beth Woods, in der Worfs Bruder auf die Enterprise kommt, und einer Geschichte von Drew Deighan, in der Worfs Vater des Verrats bezichtigt wird. Showrunner Michael Piller bat Ronald D. Moore, beide Geschichten zu einem Drehbuch zu verbinden. Weil Moore noch nicht lange als Drehbuchautor arbeitete, erhielt er Unterstützung von W. Reed Moran. Da Moran mit der Serie nicht vertraut war, blieb dies seine einzige Mitarbeit an einem Star-Trek-Drehbuch. Nur Deighan erhielt für seine ursprüngliche Idee eine Erwähnung in den Credits der Folge, Woods hingegen nicht.

### Darsteller
Tony Todd hat hier seinen ersten Auftritt im Star-Trek-Franchise. Er spielte Kurn noch in zwei weiteren Folgen von Raumschiff Enterprise – Das nächste Jahrhundert und in Folge 4.15 (Die Söhne von Mogh) von Star Trek: Deep Space Nine. Todd spielte außerdem den alten Jake Sisko in Folge 4.03 (Der Besuch) von Star Trek: Deep Space Nine und einen Hirogen in Folge 4.16 (Die Beute) von Star Trek: Raumschiff Voyager. Zuvor hatte er sich dreimal erfolglos für die Rolle des Commander Sisko in Deep Space Nine beworben.
Patrick Massett und Charles Cooper spielen Duras und K’mpec noch einmal in Folge 4.07 (Tödliche Nachfolge) von Raumschiff Enterprise – Das nächste Jahrhundert. Cooper hatte zuvor bereits den klingonischen Botschafter Korrd im Spielfilm Star Trek V: Am Rande des Universums von 1989 gespielt.

### Kostüme
Charles Cooper trägt hier als Kanzler K’mpec den gleichen Überwurf, den er in Star Trek V in der Rolle des Korrd trug.

### Kulissen
Die Kapitänsmesse der Enterprise ist hier erstmals zu sehen. Sie kommt noch einmal in Folge 5.12 (Geistige Gewalt) vor. Für diesen Raum wurde das umgebaute Set der Beobachtungslounge verwendet.
Für die Darstellung der klingonischen Hauptstadt wurde ein Matte Painting angefertigt.
Für das Innere der Halle des Hohen Rates wurden die Kulissen der Forschungsstation aus Folge 3.14 (Riker unter Verdacht) wiederverwendet.

## Rezeption
Die Folge wurde 1990 mit einem Primetime Emmy Award in der Kategorie „Beste künstlerische Leitung für eine Serie“ ausgezeichnet.
Die Zeitschrift Entertainment Weekly führte Die Sünden des Vaters 2007 in einer Liste der zehn besten Folgen von Raumschiff Enterprise – Das nächste Jahrhundert auf Platz 7.
Terry J. Erdmann und Paula M. Block listen Die Sünden des Vaters in ihrem 2008 erschienenen Referenzwerk Star Trek 101 als eine der zehn wichtigsten Folgen der Serie Raumschiff Enterprise – Das nächste Jahrhundert auf.
Keith DeCandido bewertete Die Sünden des Vaters 2012 auf tor.com als eine sehr gute Folge von Raumschiff Enterprise – Das nächste Jahrhundert. Schon für sich allein betrachtet sei dies eine spannende Geschichte voller politischer Intrigen, Action und noblen Opfern. Im Rückblick wirke die Folge noch stärker, da sie viele Grundlagen für weitere Klingonengeschichten in Raumschiff Enterprise – Das nächste Jahrhundert und Star Trek: Deep Space Nine legt. Auch die Weiterentwicklung von Worf sei gelungen. Die Wiedervereinigung mit seinem verschollenen Bruder hätte leicht in Klischees abdriften können, doch sie sei gelungen. DeCandido bemängelte, dass es zu lange dauert, bis die Haupthandlung in Fahrt kommt. Ebenso kritisierte er einige Regieentscheidungen wie fragwürdige Kamerawinkel und Beleuchtung. Er hielt diese Kritikpunkte jedoch für Kleinigkeiten, die den Gesamteindruck kaum schmälern.
Eric Diaz erstellte 2017 für nerdist.com eine Liste der 11 besten Folgen von Raumschiff Enterprise – Das nächste Jahrhundert. Die Sünden des Vaters landete dabei auf Platz 9.
Sven Harvey zählte Die Sünden des Vaters 2017 auf der Website Den of Geek als eine der 25 besten Folgen der Serie Raumschiff Enterprise – Das nächste Jahrhundert.
Jeremy Lacey erstellte 2021 für cinemablend.com eine Liste der 20 besten Folgen von Raumschiff Enterprise – Das nächste Jahrhundert. Die Sünden des Vaters landete dabei auf Platz 10.
Stephanie Roehler erstellte 2021 für screenrant.com eine Liste der 20 besten Folgen von Raumschiff Enterprise – Das nächste Jahrhundert. Die Sünden des Vaters landete dabei auf Platz 11.